# Albert Ferrer
Albert Ferrer i Llopis (født 6. juni 1970 i Barcelona) er en tidligere spansk fodboldspiller, der spillede som højre back. Han var tilknyttet FC Barcelona, CD Tenerife og Chelsea. Med Barcelona var han med til at vinde fem spanske mesterskaber, to Copa del Rey-titler, samt både Mesterholdenes Europa Cup og Europa Cup for pokalvindere. For Spaniens landshold spillede han 36 kampe, og deltog ved både VM i 1994 VM i 1998.
Ferrer var med på det spanske U/23-landshold ved OL 1992 på hjemmebane i Barcelona. Spanierne vandt alle kampe i indledende pulje og derpå kvartfinalen 1-0 over Italien U/23, fulgt af sejr i semifinalen 2-0 over Ghana U/23, inden de sikrede sig det olympiske mesterskab med en finalesejr på 3-2 over Polen U/23. Ferrer spillede alle kampe, bortset fra kvartfinalen, hvor han havde karantæne efter to gule kort i indledende pulje.